# Atletismo na Universíada de Verão de 2011
O atletismo na Universíada de Verão de 2011 foi disputado no Universiade Center Stadium em Shenzhen, na China, entre 16 e 21 de agosto de 2011.

## Calendário
| Atletismo | Agosto | Agosto | Agosto | Agosto | Agosto | Agosto | Agosto | Agosto | Agosto | Agosto | Agosto | Agosto | Agosto |
| Atletismo | 11     | 12     | 13     | 14     | 15     | 16     | 17     | 18     | 19     | 20     | 21     | 22     | 23     |
| --------- | ------ | ------ | ------ | ------ | ------ | ------ | ------ | ------ | ------ | ------ | ------ | ------ | ------ |
| Masculino |        |        |        |        |        |        |        |        |        |        |        |        |        |
| Feminino  |        |        |        |        |        |        |        |        |        |        |        |        |        |

|  | Dia de competição |  | Dia de final |

## Medalhistas

### Masculino
| Evento                         | Ouro                                                                                 | Ouro            | Prata                                                                  | Prata           | Bronze | Bronze          |
| Provas de pista                | Provas de pista                                                                      | Provas de pista | Provas de pista                                                        | Provas de pista | Provas de pista                                                                                            | Provas de pista |
| ------------------------------ | ------------------------------------------------------------------------------------ | --------------- | ---------------------------------------------------------------------- | --------------- | --- | --------------- |
| 100 m                          | JAM Jacques Harvey                                                                   | 10.14           | LTU Rytis Sakalauskas                                                  | 10.14 (NR)      | CHN Su Bingtian                                                                                            | 10.27           |
| 200 m                          | JAM Rasheed Dwyer                                                                    | 20.20 (PB)      | RSA Thuso Mpuang                                                       | 20.59           | – |                 |
| 200 m                          | JAM Rasheed Dwyer                                                                    | 20.20 (PB)      | JAM Jason Young                                                        | 20.59           | – |                 |
| 400 m                          | HUN Marcell Deák-Nagy                                                                | 45.50           | JAM Peter Matthews                                                     | 45.62 (PB)      | AUS Sean Wroe                                                                                              | 45.93           |
| 800 m                          | AUS Lachlan Renshaw                                                                  | 1:46.36         | CHN Teng Haining                                                       | 1:46.62 (PB)    | KEN Fred Samoei                                                                                            | 1:46.72         |
| 1500 m                         | ALG Imad Touil                                                                       | 3:48.13         | ALG Abdelmadjed Touil                                                  | 3:48.24         | RUS Valentin Smirnov                                                                                       | 3:48.45         |
| 5000 m                         | GBR Andrew Vernon                                                                    | 14:00.06        | RUS Evgeny Rybakov                                                     | 14:00.60        | ITA Stefano La Rosa                                                                                        | 14:02.95        |
| 10000 m                        | JPN Suguru Osako                                                                     | 28:42.83 (SB)   | RSA Stephen Mokoka                                                     | 28:53.09        | MAR Ahmed Tamri                                                                                            | 29:06.20        |
| 110 metros com barreiras       | JAM Hansle Parchment                                                                 | 13.24 (PB)      | CHN Jiang Fan                                                          | 13.55           | USA Ronald Brookins                                                                                        | 13.56           |
| 400 metros com barreiras       | USA Jeshua Anderson                                                                  | 49.03           | JPN Takayuki Kishimoto                                                 | 49.52           | MOZ Kurt Couto                                                                                             | 49.61           |
| 3000 m com obstáculos          | POR Alberto Paulo                                                                    | 8:32.26         | TUR Halil Akkaş                                                        | 8:34.57 (SB)    | RUS Ildar Minshin                                                                                          | 8:34.86         |
| 4 x 100 m                      | RSA África do Sul Johannes Dreyer Simon Magakwe Rapula Jacob Sefanyetso Thuso Mpuang | 39.25           | CHN China Yang Yang Huang Minhua Chang Pengben Zheng Dongsheng         | 39.39           | HKG Hong Kong Yip Siukeung Lai Chun Ho Leung Kiho Ho Manloklawrence                                        | 39.44           |
| 4 x 400 m                      | RUS Rússia Aleksandr Sigalovskiy Dmitry Buryak Artem Vazhov Valentin Kruglyakov      | 3:04.51         | JPN Japão Hiroyuki Nakano Shintaro Horie Hideyuki Hirose Takatoshi Abe | 3:05.16         | RSA África do Sul Shane Victor Andre Karl Olivier Pieter Christiaan Beneke Willem Frederik Andries de Beer | 3:05.61         |
| Provas de estrada              |                                                                                      |                 |                                                                        |                 | |                 |
| 20 km marcha atlética          | RUS Andrey Krivov                                                                    | 1:24:15         | RUS Mikhail Ryzhov                                                     | 1:24:26         | ECU Andrés Chocho                                                                                          | 1:24:44         |
| 20 km marcha atlética (equipe) | RUS Rússia Andrey Krivov Mikhail Ryzhov Andrey Ruzavin                               | 4:19:19         | CHN China Cai Zelin Yu Wei Niu Wenbin Yang Tao                         | 4:24:56         | – |                 |
| Meia maratona                  | MAR Ahmed Tamri                                                                      | 1:06:20         | TUR Fatih Bilgic                                                       | 1:06:20         | JPN Tsubasa Hayakawa                                                                                       | 1:06:25         |
| Meia maratona (equipe)         | JPN Japão Tsubasa Hayakawa Hiromitsu Kakuage Takehiro Deki Yo Yazawa                 | 3:20:37         | CHN China Bian Qi Zheng Guojun Yan Jun Gao Laiyuan Yang Le             | 3:37:25         | – |                 |
| Provas de campo                |                                                                                      |                 |                                                                        |                 | |                 |
| Salto em altura                | UKR Bogdan Bondarenko                                                                | 2,28 m          | POL Wojciech Theiner                                                   | 2,26 m (SB)     | RUS Sergey Mudrov                                                                                          | 2,24 m          |
| Salto com vara                 | POL Łukasz Michalski                                                                 | 5,75 m (SB)     | POL Mateusz Didenkow                                                   | 5,75 m (PB)     | – |                 |
| Salto com vara                 | POL Łukasz Michalski                                                                 | 5,75 m (SB)     | RUS Aleksandr Gripich                                                  | 5,75 m (=PB)    | – |                 |
| Salto em distância             | CHN Su Xiongfeng                                                                     | 8,17 m          | USA Marquise Goodwin                                                   | 8,03 m          | GBR Julian Reid                                                                                            | 7,96 m          |
| Salto triplo                   | POR Nelson Évora                                                                     | 17,31 m (SB)    | UKR Viktor Kuznyetsov                                                  | 16,89 m         | KAZ Yevgeniy Ektov                                                                                         | 16,83 m         |
| Lançamento de peso             | JAM O'Dayne Richards                                                                 | 19,93 m (PB)    | RUS Soslan Tsyrikhov                                                   | 19,80 m         | USA Mason Finley                                                                                           | 19,72 m         |
| Lançamento de disco            | EST Märt Israel                                                                      | 64,07 m         | POL Przemyslaw Czajkowski                                              | 63,62 m         | BRA Ronald Julião                                                                                          | 63,30 m (NR)    |
| Lançamento de martelo          | POL Paweł Fajdek                                                                     | 78,14 m         | SVK Marcel Lomnický                                                    | 73,90 m         | ITA Lorenzo Povegliano                                                                                     | 73,39 m         |
| Lançamento de dardo            | TUR Fatih Avan                                                                       | 83.79           | UKR Roman Avramenko                                                    | 81.42           | POL Igor Janik                                                                                             | 79.65           |
| Eventos combinados             |                                                                                      |                 |                                                                        |                 | |                 |
| Decatlo                        | RUS Vasiliy Kharlamov                                                                | 8166 pts        | FRA Gaël Querin                                                        | 7857 pts        | RUS Mikhail Logvinenko                                                                                     | 7835 pts        |

### Feminino
| Evento                         | Ouro                                                                              | Ouro            | Prata                                                                             | Prata           | Bronze                                                                             | Bronze          |
| Provas de pista                | Provas de pista                                                                   | Provas de pista | Provas de pista                                                                   | Provas de pista | Provas de pista                                                                    | Provas de pista |
| ------------------------------ | --------------------------------------------------------------------------------- | --------------- | --------------------------------------------------------------------------------- | --------------- | ---------------------------------------------------------------------------------- | --------------- |
| 100 m                          | JAM Carrie Russell                                                                | 11.05 (=PB)     | UKR Hrystyna Stuy                                                                 | 11.34 (PB)      | LTU Lina Grinčikaitė                                                               | 11.44           |
| 200 m                          | JAM Anneisha McLaughlin                                                           | 22.54 (=PB)     | USA Tiffany Townsend                                                              | 22.96           | RUS Anna Kaygorodova                                                               | 23.16 (PB)      |
| 400 m                          | RUS Olga Topilskaya                                                               | 51.63           | RUS Yelena Migunova                                                               | 51.77 (SB)      | KAZ Olga Tereshkova                                                                | 52.36           |
| 800 m                          | UKR Olha Zavhorodnya                                                              | 1:59.56 (PB)    | RUS Elena Kofanova                                                                | 1:59.94         | UKR Liliya Lobanova                                                                | 2:00.42         |
| 1500 m                         | TUR Asli Cakir Alptekin                                                           | 4:05.56         | UKR Anna Mishchenko                                                               | 4:05.91         | RUS Ekaterina Gorbunova                                                            | 4:06.16         |
| 5000 m                         | TUR Binnaz Uslu                                                                   | 15:41.15 (PB)   | POR Sara Moreira                                                                  | 15:45.83        | RUS Natalya Popkova                                                                | 15:52.55        |
| 10000 m                        | TUR Fadime Suna                                                                   | 33:11.92        | JPN Hanae Tanaka                                                                  | 33:15.57        | JPN Mai Ishibashi                                                                  | 33:41.90        |
| 100 metros com barreiras       | USA Nia Sifaatihii Ali                                                            | 12.85           | KAZ Natalya Ivoninskaya                                                           | 13.16           | USA Christina Manning                                                              | 13.17           |
| 400 metros com barreiras       | UKR Anna Yaroshchuk                                                               | 55.15           | RUS Irina Davydova                                                                | 55.50           | TUR Nagihan Karadere                                                               | 55.81           |
| 3000 m com obstáculos          | TUR Binnaz Uslu                                                                   | 9:33.50 (PB)    | RUS Ludmina Kuzmina                                                               | 9:44.77         | CHN Jin Yuan                                                                       | 9:45.21 (SB)    |
| 4 x 100 m                      | UKR Ucrânia Hanna Titimets Nataliya Pohrebnyak Hrystyna Stuy Yelizaveta Bryzhina  | 43.33           | USA Estados Unidos Lakya Brookins Shayla Mahan Christina Manning Tiffany Townsend | 43.48           | JAM Jamaica Shermaine Williams Carrie Russell Anneisha McLaughlin Anastasia Le-Roy | 43.57           |
| 4 x 400 m                      | RUS Rússia Marina Karnaushchenko Yelena Migunova Kseniya Ustalova Olga Topilskaya | 3:27.16         | TUR Turquia Nagihan Karadere Merve Aydin Meliz Redif Pınar Saka                   | 3:30.14         | GBR Grã-Bretanha Kelly Massey Charlotte Best Meghan Beesley Emily Diamond          | 3:33.09         |
| Provas de estrada              |                                                                                   |                 |                                                                                   |                 |                                                                                    |                 |
| 20 km marcha atlética          | ESP Julia Takacs Nyerges                                                          | 1:33:51         | RUS Tatiana Shemyakina                                                            | 1:34:23         | RUS Nina Okhotnikova                                                               | 1:35:10         |
| 20 km marcha atlética (equipe) | CHN China Shi Yang Yang Yawei Wang Shanshan                                       | 4:58:57         |                                                                                   | –               |                                                                                    |                 |
| Meia maratona                  | PRK Ro Un-Ok                                                                      | 1:16:38         | CHN Jin Lingling                                                                  | 1:16:42         | JPN Sayo Nomura                                                                    | 1:16:48         |
| Meia maratona (equipe)         | JPN Japão Sayo Nomura Machiko Iwakawa Aki Otagiri Shiho Takechi                   | 3:20:37         | CHN China Jin Lingling Jiang Xiaoli Li Zhenzhu Jin Yuan Sun Juan                  | 3:37:25         | –                                                                                  |                 |
| Provas de campo                |                                                                                   |                 |                                                                                   |                 |                                                                                    |                 |
| Salto em altura                | USA Brigetta Barrett                                                              | 1,96 m (PB)     | LTU Airinė Palšytė                                                                | 1,96 m (=NR)    | EST Anna Iljuštšenko                                                               | 1,94 m          |
| Salto com vara                 | RUS Aleksandra Kiryashova                                                         | 4,65 m (=PB)    | SLO Tina Šutej                                                                    | 4,55 m          | GRE Ekaterini Stefanidi                                                            | 4,45 m (=PB)    |
| Salto em distância             | RUS Anna Nazarova                                                                 | 6,72 m          | RUS Yuliya Pidluzhnaya                                                            | 6,56 m          | GER Melanie Bauschke                                                               | 6,51 m          |
| Salto triplo                   | RUS Ekaterina Koneva                                                              | 14,25 m (=PB)   | POR Patrícia Mamona                                                               | 14,23 m         | ROU Cristina Bujin                                                                 | 14,21 m         |
| Lançamento de peso             | RUS Irina Tarasova                                                                | 18,02 m         | GER Sophie Kleeberg                                                               | 17,48 m         | CHN Meng Qianqian                                                                  | 17,21 m         |
| Lançamento de disco            | POL Żaneta Glanc                                                                  | 63,99 m (PB)    | LTU Zinaida Sendriūtė                                                             | 62,49 m (PB)    | RUS Svetlana Saykina                                                               | 60,81 m         |
| Lançamento de martelo          | MDA Zalina Marghieva                                                              | 72,93 m (NR)    | HUN Éva Orbán                                                                     | 71,33 m (NR)    | ROU Bianca Perie                                                                   | 71,18 m         |
| Lançamento de dardo            | RSA Sunette Viljoen                                                               | 66,47 m (AF)    | RUS Marina Maximova                                                               | 59,87 m         | RSA Justine Robbeson                                                               | 59,78 m         |
| Eventos combinados             |                                                                                   |                 |                                                                                   |                 |                                                                                    |                 |
| Heptatlo                       | RUS Olga Kurban                                                                   | 6151 pts        | LTU Viktorija Žemaitytė                                                           | 5958 pts        | CZE Kateřina Cachová                                                               | 5873 pts        |

## Quadro de medalhas
| Ordem | País                | Medalha de ouro | Medalha de prata | Medalha de bronze |     |
| ----- | ------------------- | --------------- | ---------------- | ----------------- | --- |
| 1     | RUS Rússia          | 11              | 11               | 9                 | 31  |
| 2     | JAM Jamaica         | 6               | 2                | 1                 | 9   |
| 3     | TUR Turquia         | 5               | 3                | 1                 | 9   |
| 4     | UKR Ucrânia         | 4               | 4                | 1                 | 9   |
| 5     | USA Estados Unidos  | 3               | 3                | 3                 | 9   |
|       | JPN Japão           | 3               | 3                | 3                 | 9   |
| 7     | POL Polônia         | 3               | 3                | 1                 | 7   |
| 8     | CHN China           | 2               | 7                | 3                 | 12  |
| 9     | RSA África do Sul   | 2               | 2                | 2                 | 6   |
| 10    | POR Portugal        | 2               | 2                |                   | 4   |
| 11    | ALG Argélia         | 1               | 1                |                   | 2   |
|       | HUN Hungria         | 1               | 1                |                   | 2   |
| 13    | GBR Grã-Bretanha    | 1               |                  | 2                 | 3   |
| 14    | AUS Austrália       | 1               |                  | 1                 | 2   |
|       | EST Estônia         | 1               |                  | 1                 | 2   |
|       | MAR Marrocos        | 1               |                  | 1                 | 1   |
| 17    | PRK Coreia do Norte | 1               |                  |                   | 1   |
|       | ESP Espanha         | 1               |                  |                   | 1   |
|       | MDA Moldávia        | 1               |                  |                   | 1   |
| 20    | LTU Lituânia        |                 | 4                | 1                 | 5   |
| 21    | KAZ Cazaquistão     |                 | 1                | 2                 | 3   |
| 22    | GER Alemanha        |                 | 1                | 1                 | 2   |
| 23    | SVK Eslováquia      |                 | 1                |                   | 1   |
|       | SLO Eslovênia       |                 | 1                |                   | 1   |
|       | FRA França          |                 | 1                |                   | 1   |
| 26    | ITA Itália          |                 |                  | 2                 | 2   |
|       | ROU Romênia         |                 |                  | 2                 | 1   |
| 28    | BRA Brasil          |                 |                  | 1                 | 1   |
|       | ECU Equador         |                 |                  | 1                 | 1   |
|       | GRE Grécia          |                 |                  | 1                 | 1   |
|       | HKG Hong Kong       |                 |                  | 1                 | 1   |
|       | MOZ Moçambique      |                 |                  | 1                 | 1   |
|       | KEN Quênia          |                 |                  | 1                 | 1   |
|       | CZE Chéquia         |                 |                  | 1                 | 1   |
| TOTAL | TOTAL               | 50              | 51               | 44                | 145 |

Legenda
| Recorde mundial        | Recorde mundial (World record)               |                       | Recorde africano                      | Recorde africano (African) |                                           | Q | Classificado por posição (Qualified) |
| Recorde da Universíada | Recorde da Universíada (Universiade record)  | Recorde da América    | Recorde da América (Americas)         | q                          | Classificado por melhor tempo (Qualified) |   |                                      |
| Melhor marca do ano    | Melhor marca do ano (World leading)          | Recorde asiático      | Recorde asiático (Asian)              | DNS                        | Não largou (Did not start)                |   |                                      |
| Recorde nacional       | Recorde nacional (National record)           | Recorde europeu       | Recorde europeu (European)            | DNF                        | Não terminou (Did not finish)             |   |                                      |
| Recorde pessoal        | Recorde pessoal do atleta (Personal best)    | Recorde da Oceania    | Recorde da Oceania (Oceania)          | DSQ / DQ                   | Desclassificado (Disqualified)            |   |                                      |
| Recorde da temporada   | Recorde da temporada do atleta (Season best) | Recorde sul-americano | Recorde sul-americano (South America) | NM                         | Sem marca (No mark)                       |   |                                      |